# 轟站
轟站（日语：／ Domeki eki */?）是位於福井縣吉田郡永平寺町轟，越前鐵道的勝山永平寺線車站。車站編號為E15。

## 車站構造
車站是一座地面車站，設有2面2線相對式月台。此站是無人車站。車站大樓位於北邊，兩月台之間設有站內平交道。靠近勝山一方的轉轍器上設有上蓋。

### 月台
| 月台 | 路線          | 上下行 | 方向     |
| ---- | ------------- | ------ | -------- |
| 1    | ■勝山永平寺線 | 下行   | 勝山方向 |
| 2    | ■勝山永平寺線 | 上行   | 福井方向 |

## 歷史
- 1914年2月11日：車站啟用。
- 2001年6月25日：由於半年內兩度發生嚴重事故（日语：京福電気鉄道越前本線列車衝突事故），被國土交通省中部運輸局（日语：中部運輸局）引用鐵道事業法（日语：鉄道事業法）勒令全線暫停服務[1][2]。
- 2003年：

- 2月1日：車站設施轉讓至越前鐵道。
- 10月19日：越前鐵道重開永平寺口～勝山路段，本車站亦重開。

- 2024年10月11日：越前鐵道及福井鐵道均可使用ICOCA及全國通用IC卡付款[4][5]。

## 使用狀況
以下為一日平均上下車人次：
| 上下車人次變化 | 上下車人次變化 |
| 年度           | 1日平均人次    |
| -------------- | -------------- |
| 2011           | 100            |
| 2012           | 99             |
| 2013           | 93             |
| 2014           | 99             |
| 2015           | 97             |
| 2016           | 93             |
| 2017           | 81             |
| 2018           | 80             |
| 2019           | 80             |
| 2020           | 67             |
| 2021           | 41             |
| 2022           | 41             |

## 相鄰車站
越前鐵道
■勝山永平寺線
□快速（只有上行班次）
通過
■普通
光明寺（E14）－轟（E15）－越前野中（E16）

## 外部連結
- 越前鐵道轟站 （页面存档备份，存于）（日語）